# Oliver Pesch
Oliver Pesch (Barendrecht, 6 oktober 1997) is een Nederlandse singer-songwriter. Hij is bekend door het lied Shelly (Lollapalooza) en heeft één album uitgebracht, Kid with the Dice in 2023.

## Biografie
Pesch was van jonge leeftijd actief met muziek. Tijdens zijn middelbare schoolopleiding begon hij met het schrijven van muziek en deed hij een vooropleiding van de Rockacademie in Tilburg. Op zijn zestiende werd hij toegelaten aan dezelfde Rockacademie, waar hij jaargenoot was met onder meer Flemming en Duncan Laurence. Als student nam hij enkele nummers op, zoals Make Me (Do You Realize?) en Before She Was Queen. Deze nummers werden niet op single uitgebracht, maar wel door de artiest op YouTube geplaatst. Hij deed mee met de muziekwedstrijd Kunstbende, waar hij de regionale ronde van Zuid-Holland wist te winnen, maar geen succes had in de landelijke wedstrijd. Ondertussen speelde Pesch ook van 2017 tot 2019 in de band Yasgur en droeg hij bij aan verschillende theathershows.
Toen hij in 2019 afstudeerde aan de Rockacademie, ging hij zich meer focussen op zijn eigen muziek. Hij bracht echter nog geen nieuwe muziek uit, omdat hij naar eigen zeggen nog op zoek was naar mensen die met hem wilden samenwerken en goed bij hem pasten en wat voor zijn muziek hij precies wilde maken. Hij kwam uiteindelijk met Dave Menkehorst in contact, die eerder voor onder andere Henny Vrienten produceerde. Samen begonnen ze met het maken van muziek en in begin 2022 werd de eerste single Mesopotamia uitgebracht. De opvolger van Mesopotamia was Shelly (Lollapalooza), welke bij radiozender NPO Radio 2 werd uitgeroepen tot TopSong. In het najaar van 2022 deed de zanger mee met het rondreizende muziekfestival Popronde.
In januari 2023 speelde Pesch op het Nederlandse festival Noorderslag en in maart van dat jaar bracht hij bij muzieklabel Revanche Records zijn debuutalbum Kid with the Dice uit. De stijl van het album past in de moderne americana. Met het album op zak deed Pesch een kleine tour door Nederland, spelend in onder andere Vessel 11, Luxor Theater, Muziekgebouw Eindhoven en Tolhuistuin. Ook speelde hij in het voorprogramma van Racoon. Na het album bleef Pesch samenwerken met Menkehorst, waarna in 2023 de single Stay Alive with Me en in 2024 de singles Heart Attack en Doing A Crime werden uitgebracht.

## Discografie (albums en ep's)
- Kid with the Dice (album, 2023)